# Tournoi pré-olympique de l'UEFA 1986-1988, groupe D
Navigation
Groupe C Groupe E
Cet article donne les résultats des matches du groupe D du tournoi pré-olympique de l'UEFA 1986-1988.

## Tour préliminaire
| Équipe 1      | Résultat | Équipe 2 | Aller  | Retour |
| ------------- | -------- | -------- | ------ | ------ |
| Liechtenstein | 0 - 19   | Suisse   | 0 - 10 | 0 - 9  |

### Détail des rencontres
| 10 septembre 1986 | Liechtenstein | 0 - 10 | Suisse                                                                                                | Sportanlage Blumenau (en) Triesen, Liechtenstein |                                             |
| |               | (0 - 4) | Pellegrini (en) 1re 58e · Sutter 4e 43e 64e · Hertig (en) 27e 49e · R. Müller 77e 88e · Hegi (en) 80e | Spectateurs : 1 000 Arbitrage : Helmut Kohl      | Spectateurs : 1 000 Arbitrage : Helmut Kohl |
| H. Marxer (de) - Schreiber, Bürzle, Seger, Kindle, Meier - D. Marxer, Haas (it), Ospelt (en) - Matt (de) ( 46e H. Frick), Schädler (it) | Équipes       | Böckli - Osterwalder (de), Küffer, Landolt (en), Thévenaz - Hertig (en) ( 59e R. Müller), Kundert, Hegi (en), Mottiez ( 46e M. Müller), Sutter - Pellegrini (en) | | Spectateurs : 1 000 Arbitrage : Helmut Kohl      | Spectateurs : 1 000 Arbitrage : Helmut Kohl |

| 23 septembre 1986 | Suisse | 9 - 0 | Liechtenstein | Paul-Grüninger-Stadion (de) Saint-Gall, Suisse      |                                                     |
| | Pellegrini (en) 30e 32e 71e · Sutter 44e · Bonvin 47e 90e · Hertig (en) 49e · Rietmann 60e · Hegi (en) 62e | (3 - 0) |               | Spectateurs : 700 Arbitrage : Karl-Heinz Tritschler | Spectateurs : 700 Arbitrage : Karl-Heinz Tritschler |
| Böckli - Osterwalder (de), Landolt (en), Rietmann, Thévenaz - Kundert, R. Müller ( 46e Hertig (en)), Hegi (en), M. Müller ( 46e Bonvin), Sutter - Pellegrini (en) | Équipes | Wolfinger (de) - M. Büchel (de), Oehri (en), Seger, Kindle - Bürzle, Meier, Ospelt (en), Moser - Haas (de) ( 83e Matt (de)), Schädler (it) |               | Spectateurs : 700 Arbitrage : Karl-Heinz Tritschler | Spectateurs : 700 Arbitrage : Karl-Heinz Tritschler |

## Classement
| Rang | Équipe           | Pts | J | G | N | P | Bp | Bc | Diff |  | Résultats (▼ dom., ► ext.) |     |     |     |     |     |
| ---- | ---------------- | --- | - | - | - | - | -- | -- | ---- |  | -------------------------- | --- | --- | --- | --- | --- |
| 1    | Union soviétique | 14  | 8 | 6 | 2 | 0 | 12 | 2  | +10  |  | Union soviétique           |     | 2-0 | 0-0 | 1-0 | 2-0 |
| 2    | Bulgarie         | 10  | 8 | 4 | 2 | 2 | 13 | 5  | +8   |  | Bulgarie                   | 0-1 |     | 2-0 | 4-0 | 3-1 |
| 3    | Suisse           | 7   | 8 | 2 | 3 | 3 | 8  | 10 | -2   |  | Suisse                     | 2-4 | 1-1 |     | 1-0 | 2-0 |
| 4    | Norvège          | 5   | 8 | 0 | 5 | 3 | 1  | 7  | -6   |  | Norvège                    | 0-0 | 0-0 | 0-0 |     | 1-1 |
| 3    | Turquie          | 4   | 8 | 1 | 2 | 5 | 5  | 15 | -10  |  | Turquie                    | 0-2 | 0-3 | 3-2 | 0-0 |     |

### Détail des rencontres
|                 | Norvège | 0 - 0   | Union soviétique | Ullevaal Stadion Oslo, Norvège                     |                                                    |
| 14 octobre 1986 | | (0 - 0) | | Spectateurs : 2 417 Arbitrage : John Kinsella (hu) | Spectateurs : 2 417 Arbitrage : John Kinsella (hu) |
| 14 octobre 1986 | Rapport |         | | Spectateurs : 2 417 Arbitrage : John Kinsella (hu) | Spectateurs : 2 417 Arbitrage : John Kinsella (hu) |
| 14 octobre 1986 | By Rise - Bratseth, Smedås (no), Bjerkeland (no), Hansen (en) - Berg, Osvold (en), Skogheim, Richardsen (no) - Sørloth ( 78e Vaadal (en)), Håberg (en) | Équipes | Kharine - Ketachvili , Panchik (en), Afanas'ev (ru), Ianonis - Lioutyi, Kouznetsov, Savitchev, Mykhaylychenko - Dobrovolski, Morozov (en) ( 60e Dmitriev) | Spectateurs : 2 417 Arbitrage : John Kinsella (hu) | Spectateurs : 2 417 Arbitrage : John Kinsella (hu) |

|                 | Suisse | 1 - 0   | Norvège | Stade de l'Allmend Lucerne, Suisse                 |                                                    |
| 8 novembre 1986 | M. Müller 55e | (0 - 0) | | Spectateurs : 3 800 Arbitrage : Radu Petrescu (en) | Spectateurs : 3 800 Arbitrage : Radu Petrescu (en) |
| 8 novembre 1986 | Böckli - Osterwalder (de), Landolt (en), Thévenaz, Kundert ( 90e Schönenberger (en)), Bamert (nl) - Hegi (en), R. Müller, M. Müller, Zuffi ( 46e Mottiez) - Halter | Équipes | By Rise - Hansen (en), Bratseth, Bjerkeland (no) - Skogheim ( 46e Lagesen (it)), Berg, Osvold (en), Brandhaug - Markussen (no) ( 76e Høgmo), Sørloth, Håberg (en) | Spectateurs : 3 800 Arbitrage : Radu Petrescu (en) | Spectateurs : 3 800 Arbitrage : Radu Petrescu (en) |

|                 | Turquie | 3 - 2   | Suisse | Atatürk Stadyumu Bursa, Turquie                     |                                                     |
| 3 décembre 1986 | Erdoğan (tr) 27e · Ziya (en) 29e 73e | (2 - 1) | Mottiez 7e · Hegi (en) 80e (pen.) | Spectateurs : 8 000 Arbitrage : Lajos Hartmann (hu) | Spectateurs : 8 000 Arbitrage : Lajos Hartmann (hu) |
| 3 décembre 1986 | Ercan (tr) - Ali (en), İsmail (de), Bünyamin (de), Recep - Savaş (de), Uğur (en) ( 82e Yalçın), Ziya (en), Hakan (de) ( 46e Durmuş (tr)), Orhan (en) - Erdoğan (tr) | Équipes | Böckli - Osterwalder (de), Landolt (en), Bamert (nl), Marini (de) ( 40e Schönenberger (en)) - Kundert, Hegi (en), R. Müller, M. Müller - Friberg ( 65e Bonvin), Mottiez | Spectateurs : 8 000 Arbitrage : Lajos Hartmann (hu) | Spectateurs : 8 000 Arbitrage : Lajos Hartmann (hu) |

|               | Turquie | 0 - 2   | Union soviétique | Altay Alsancak Stadyumu İzmir, Turquie            |                                                   |
| 15 avril 1987 | | (0 - 1) | Lioutyi 23e · Dobrovolski 70e | Spectateurs : 15 000 Arbitrage : Aron Schmidhuber | Spectateurs : 15 000 Arbitrage : Aron Schmidhuber |
| 15 avril 1987 | Rapport |         | | Spectateurs : 15 000 Arbitrage : Aron Schmidhuber | Spectateurs : 15 000 Arbitrage : Aron Schmidhuber |
| 15 avril 1987 | Hayrettin (en) - Şenol (de), Muzaffer , Yaşar - Fikret (de), Ali (en), İsmail (de), Ziya (en), Orhan (en) - Feyzullah (tr) ( 73e Hami), Hakan (de) ( 63e Durmuş (tr)) | Équipes | Kharine - Ketachvili, Skliarov, Iarovenko, Losev, Tichtchenko - Mykhaylychenko, Savitchev, Savichev (en) ( 80e Borodiouk) - Dobrovolski, Lioutyi | Spectateurs : 15 000 Arbitrage : Aron Schmidhuber | Spectateurs : 15 000 Arbitrage : Aron Schmidhuber |

|               | Suisse | 1 - 1   | Bulgarie | Stade du Wankdorf Langenthal, Suisse                |                                                     |
| 16 avril 1987 | Bonvin 28e | (1 - 0) | Aleksandrov 65e | Spectateurs : 3 100 Arbitrage : Jean-Marie Lartigot | Spectateurs : 3 100 Arbitrage : Jean-Marie Lartigot |
| 16 avril 1987 | Rapport |         | | Spectateurs : 3 100 Arbitrage : Jean-Marie Lartigot | Spectateurs : 3 100 Arbitrage : Jean-Marie Lartigot |
| 16 avril 1987 | Corminbœuf - Andermatt, Fournier (en), Bamert (nl), Birrer (de) - Kundert, Bickel ( 74e R. Müller), Besnard (it), Mottiez ( 62e M. Müller), Zuffi - Bonvin | Équipes | Ananiev (en) ( 54e Donev (bg) ) - Mladenov (en), Savov, Bezinski (en), Lakhchiev (bg) - Tachev ( 46e Eranosyan), Kolev, Penev, Aleksandrov, Tanev (en) - Voynov (en) | Spectateurs : 3 100 Arbitrage : Jean-Marie Lartigot | Spectateurs : 3 100 Arbitrage : Jean-Marie Lartigot |

|            | Norvège | 1 - 1   | Turquie | Melløs Stadion (en) Moss, Norvège            |                                              |
| 6 mai 1987 | Flo 5e | (1 - 1) | Nusret Erdi (tr) 1re | Spectateurs : 1 344 Arbitrage : Kenneth Hope | Spectateurs : 1 344 Arbitrage : Kenneth Hope |
| 6 mai 1987 | Rapport |         | | Spectateurs : 1 344 Arbitrage : Kenneth Hope | Spectateurs : 1 344 Arbitrage : Kenneth Hope |
| 6 mai 1987 | By Rise - Sollied, Bratseth, Bjerkeland (no), Smedås (no) ( 63e Johnsen) - Richardsen (no), Osvold (en), Klepp (no) ( 46e Markussen (no)), Skogheim - Sørloth, Flo | Équipes | Fatih (de) - Ali (en), Yaşar, Muzaffer, Kadir (en) - Ziya (en) ( 75e Şenol (de)), Savaş (de), Fikret (tr) ( 80e Eyüp (de)), Nusret Erdi (tr), Orhan (en) - Sercan (en) | Spectateurs : 1 344 Arbitrage : Kenneth Hope | Spectateurs : 1 344 Arbitrage : Kenneth Hope |

|            | Bulgarie | 0 - 1   | Union soviétique | Stade national Vassil-Levski Sofia, Bulgarie  |                                               |
| 7 mai 1987 | | (0 - 0) | | Spectateurs : 12 000 Arbitrage : Joël Quiniou | Spectateurs : 12 000 Arbitrage : Joël Quiniou |
| 7 mai 1987 | Donev (bg) - Mladenov (en), Savov, Karushev, Tachev , Bezinski (en) - Kolev, Bakalov (en) ( 65e Stoitchkov), Aleksandrov, Tanev (en) - Dragolov ( 46e Eranosyan) | Équipes | Kharine - Losev, Skliarov, Iarovenko, Fokine, Tichtchenko - Mykhaylychenko, Vorobyov (en) ( 46e Tatarchouk), Broshine, Dobrovolski ( 86e Kouznetsov) - Lioutyi | Spectateurs : 12 000 Arbitrage : Joël Quiniou | Spectateurs : 12 000 Arbitrage : Joël Quiniou |

|             | Norvège | 0 - 0   | Bulgarie | Lerkendal Stadion Trondheim, Norvège            |                                                 |
| 26 mai 1987 | | (0 - 0) | | Spectateurs : 4 390 Arbitrage : Thomas Donnelly | Spectateurs : 4 390 Arbitrage : Thomas Donnelly |
| 26 mai 1987 | Rapport |         | | Spectateurs : 4 390 Arbitrage : Thomas Donnelly | Spectateurs : 4 390 Arbitrage : Thomas Donnelly |
| 26 mai 1987 | By Rise - Engerbakk (en), Sollied, Bratseth - Erstad (no), Skogheim ( 90e Kortgaard (it)), Møller (no), Osvold (en), Husby (no) ( 85e Flo) - Sørloth, Håberg (en) | Équipes | Ananiev (en) - Dochev ( 82e Georgiev), Savov, Vasev, Rakov (en), Bezinski (en) - Mitev (bg) ( 40e Bontschew (de)), Simeonov (bg) - Aleksandrov, Penev, Voynov (en) | Spectateurs : 4 390 Arbitrage : Thomas Donnelly | Spectateurs : 4 390 Arbitrage : Thomas Donnelly |

|              | Union soviétique | 1 - 0   | Norvège | Stade Dynamo Moscou, Union soviétique              |                                                    |
| 12 août 1987 | Lioutyi 48e | (0 - 0) | | Spectateurs : 18 000 Arbitrage : Rune Larsson (nl) | Spectateurs : 18 000 Arbitrage : Rune Larsson (nl) |
| 12 août 1987 | Rapport |         | | Spectateurs : 18 000 Arbitrage : Rune Larsson (nl) | Spectateurs : 18 000 Arbitrage : Rune Larsson (nl) |
| 12 août 1987 | Kharine - Losev, Skliarov, Iarovenko, Fokine - Mykhaylychenko, Tichtchenko, Broshine ( 87e Kuznetsov), Tatarchouk ( 80e Savitchev), Dobrovolski - Lioutyi | Équipes | By Rise - Engerbakk (en) ( 70e Lagesen (it)), Sollied, Bratseth, Hansen (en) - Skogheim, Møller (no) ( 82e Bachke (en)), Osvold (en), Richardsen (no) - Sørloth, Hellvik (en) | Spectateurs : 18 000 Arbitrage : Rune Larsson (nl) | Spectateurs : 18 000 Arbitrage : Rune Larsson (nl) |

|              | Norvège | 0 - 0   | Suisse | Alfheim Stadion Tromsø, Norvège          |                                          |
| 26 août 1987 | | (0 - 0) | | Spectateurs : 4 018 Arbitrage : Eero Aho | Spectateurs : 4 018 Arbitrage : Eero Aho |
| 26 août 1987 | Rapport |         | | Spectateurs : 4 018 Arbitrage : Eero Aho | Spectateurs : 4 018 Arbitrage : Eero Aho |
| 26 août 1987 | By Rise - Engerbakk (en), Sollied, Johnsen, Hansen (en), Husby (no) ( 15e Richardsen (no)) - Skogheim, Meinseth (en) ( 80e Bachke (en)) - Sørloth, Fjærestad, Hellvik (en) | Équipes | Corminbœuf - Grossenbacher (en), Marini (de), Bamert (nl), Birrer (de) - Kundert, R. Müller, Bickel, M. Müller ( 74e Gertschen), Du Buisson - Zuffi | Spectateurs : 4 018 Arbitrage : Eero Aho | Spectateurs : 4 018 Arbitrage : Eero Aho |

|                | Suisse | 2 - 0   | Turquie | Stade du Letzigrund Zürich, Suisse            |                                               |
| 7 octobre 1987 | M. Müller 38e · Türkyılmaz 84e | (1 - 0) | | Spectateurs : 4 450 Arbitrage : Paolo Bergamo | Spectateurs : 4 450 Arbitrage : Paolo Bergamo |
| 7 octobre 1987 | Milani - Andermatt, Hertig (en), Bamert (nl), Birrer (de) - M. Müller, Kundert, Bickel ( 59e R. Müller), Besnard (it) - Türkyılmaz, Zuffi ( 79e Gertschen) | Équipes | Fatih (de) - Eyüp (de), Kadir (en), Fuat (en), Yaşar - Şenol (de) ( 81e Beyhan (de)), Ali (en), Ziya (en), Ahmet ( 65e Orhan (en)) - Fikret (tr), Sercan (en) | Spectateurs : 4 450 Arbitrage : Paolo Bergamo | Spectateurs : 4 450 Arbitrage : Paolo Bergamo |

|                 | Suisse | 2 - 4   | Union soviétique | Stade olympique de la Pontaise Lausanne, Suisse         |                                                         |
| 28 octobre 1987 | Türkyılmaz 16e · Kundert 55e | (1 - 1) | Lioutyi 36e · Dobrovolski 65e (pen.) · Baranauskas (en) 79e 83e | Spectateurs : 11 000 Arbitrage : Joseph Bertram Worrall | Spectateurs : 11 000 Arbitrage : Joseph Bertram Worrall |
| 28 octobre 1987 | Milani - Andermatt, Bamert (nl), Birrer (de), M. Müller, Hertig (en) - Kundert, Piffaretti ( 56e Gertschen), Besnard (it) ( 46e R. Müller), Du Buisson - Türkyılmaz | Équipes | Kharine - Ketachvili, Skliarov, Tcherednik, Fokine - Mykhaylychenko, Tichtchenko, Kouznetsov, Tatarchouk ( 68e Narbekovas), Dobrovolski - Lioutyi ( 77e Baranauskas (en)) | Spectateurs : 11 000 Arbitrage : Joseph Bertram Worrall | Spectateurs : 11 000 Arbitrage : Joseph Bertram Worrall |

|                  | Bulgarie | 4 - 0   | Norvège | Stadion Narodna Armiya Sofia, Bulgarie             |                                                    |
| 14 novembre 1987 | Stoev 2e 24e · Bontschew (de) 68e · Penev 71e | (2 - 0) | | Spectateurs : 5 000 Arbitrage : Costas Kapsos (hu) | Spectateurs : 5 000 Arbitrage : Costas Kapsos (hu) |
| 14 novembre 1987 | Rapport |         | | Spectateurs : 5 000 Arbitrage : Costas Kapsos (hu) | Spectateurs : 5 000 Arbitrage : Costas Kapsos (hu) |
| 14 novembre 1987 | Nikolov - Kiriakov, Dochev, Vasev, Rakov (en) - Yanchev (en), Mitev (bg) ( 36e Bontschew (de)), Metkov ( 71e Balakov), Penev, Kirov (en) - Stoev | Équipes | By Rise - Hansen (en), Sollied, Johnsen, Halle - Meinseth (en) ( 46e Fjørtoft), Gulbrandsen (it) ( 73e Skammelsrud), Hellvik (en), Løken - Fjærestad, Bachke (en) | Spectateurs : 5 000 Arbitrage : Costas Kapsos (hu) | Spectateurs : 5 000 Arbitrage : Costas Kapsos (hu) |

|                  | Turquie | 0 - 0   | Norvège | 19 Mayıs Stadyumu Ankara, Turquie                       |                                                         |
| 18 novembre 1987 | | (0 - 0) | | Spectateurs : 11 000 Arbitrage : Ovadia Ben Itzhak (hu) | Spectateurs : 11 000 Arbitrage : Ovadia Ben Itzhak (hu) |
| 18 novembre 1987 | Rapport |         | | Spectateurs : 11 000 Arbitrage : Ovadia Ben Itzhak (hu) | Spectateurs : 11 000 Arbitrage : Ovadia Ben Itzhak (hu) |
| 18 novembre 1987 | Fatih (de) - İsmail (de), Gökhan, Yaşar, Kadir (en) - Ziya (en), Savaş (de), Uğur (en), Nusret Erdi (tr) ( 61e Fikret (tr)) - Feyzullah (tr) ( 82e Oğuz), Kayhan (en) | Équipes | By Rise - Engerbakk (en), Sollied, Johnsen, Halle, Gulbrandsen (it) - Rekdal, Løken ( 76e Hansen (en)) - Fjærestad ( 82e Meinseth (en)), Hellvik (en), Fjørtoft | Spectateurs : 11 000 Arbitrage : Ovadia Ben Itzhak (hu) | Spectateurs : 11 000 Arbitrage : Ovadia Ben Itzhak (hu) |

|                 | Turquie | 0 - 3   | Bulgarie | Atatürk Stadı Konya, Turquie                     |                                                  |
| 9 décembre 1987 | | (0 - 2) | Penev 19e · Stoev 30e · Georgiev 83e | Spectateurs : 20 000 Arbitrage : Horst Brummeier | Spectateurs : 20 000 Arbitrage : Horst Brummeier |
| 9 décembre 1987 | Alptekin - Recep, İsmail (de), Yaşar - Şenol (de), Feyzullah (tr) ( Hakan (de)), Mehmet, Avni (tr) ( Oğuz), Ziya (en), Orhan (en) - Kayhan (en) | Équipes | Nikolov - Bezinski (en), Savov, Vasev, Rakov (en) - Yanchev (en), Kirov (en) ( 83e Metkov), Georgiev - Penev , Kolev ( 78e Bontschew (de)), Stoev | Spectateurs : 20 000 Arbitrage : Horst Brummeier | Spectateurs : 20 000 Arbitrage : Horst Brummeier |

|              | Bulgarie | 2 - 0   | Suisse | Stade national Vassil-Levski Sofia, Bulgarie   |                                                |
| 6 avril 1988 | Aleksandrov 20e · Bontschew (de) 36e | (2 - 0) | | Spectateurs : 20 000 Arbitrage : Tullio Lanese | Spectateurs : 20 000 Arbitrage : Tullio Lanese |
| 6 avril 1988 | Ananiev (en) ( 58e Mitev), Bezinski (en), Savov, Karushev, Ivanov - Yanchev (en), Bontschew (de), Georgiev ( 46e Metkov) - Aleksandrov, Kirov (en), Dragolov | Équipes | Milani - Grossenbacher (en), Hertig (en), Fasel (en), Wittwer (en) ( 46e Baumann (en)) - Wyss, Bickel, Andermatt, Zuffi ( 56e Sutter) - Türkyılmaz, Bonvin | Spectateurs : 20 000 Arbitrage : Tullio Lanese | Spectateurs : 20 000 Arbitrage : Tullio Lanese |

|              | Union soviétique | 2 - 0   | Turquie | Respublikanskij sportivnyj kompleks Lokomotiv (en) Simferopol, Union soviétique |                                                |
| 6 avril 1988 | Savitchev 36e · Borodiouk 86e | (1 - 0) | | Spectateurs : 23 650 Arbitrage : Timo Heltonen                                  | Spectateurs : 23 650 Arbitrage : Timo Heltonen |
| 6 avril 1988 | Kharine - Ketachvili, Skliarov, Tcherednik, Losev - Kouznetsov, Savitchev ( 67e Gorloukovitch), Mykhaylychenko - Borodiouk, Dobrovolski, Lioutyi ( 46e Ivanauskas) | Équipes | Adnan - Recep, Şenol (de), Gökhan G. (tr), Mücahit (tr), Gökhan K. - Oğuz, Necat (tr), Yücel (en) - Ali (en), Hami ( 72e Hayrettin) | Spectateurs : 23 650 Arbitrage : Timo Heltonen                                  | Spectateurs : 23 650 Arbitrage : Timo Heltonen |

|               | Union soviétique | 2 - 0   | Bulgarie | Respublikanskij sportivnyj kompleks Lokomotiv (en) Simferopol, Union soviétique |                                             |
| 27 avril 1988 | Mykhaylychenko 41e · Kouznetsov 72e | (1 - 0) | | Spectateurs : 23 600 Arbitrage : David Syme                                     | Spectateurs : 23 600 Arbitrage : David Syme |
| 27 avril 1988 | Kharine - Ketachvili, Skliarov, Tcherednik, Losev ( 68e Kouznetsov) - Gorloukovitch , Iarovenko , Ivanauskas ( 77e Tatarchouk), Mykhaylychenko - Dobrovolski, Borodiouk | Équipes | Ananiev (en) - Bezinski (en), Savov, Karushev ( 50e Aleksandrov), Ivanov , Vasev - Bontschew (de) ( 73e Kochev (bg)), Kiriakov - Penev, Dragolov, Stoitchkov | Spectateurs : 23 600 Arbitrage : David Syme                                     | Spectateurs : 23 600 Arbitrage : David Syme |

|             | Union soviétique | 0 - 0   | Suisse | Stade Dynamo Moscou, Union soviétique          |                                                |
| 10 mai 1988 | | (0 - 0) | | Spectateurs : 10 500 Arbitrage : Gérard Biguet | Spectateurs : 10 500 Arbitrage : Gérard Biguet |
| 10 mai 1988 | Kharine - Losev, Skliarov, Tcherednik , Iarovenko - Gorloukovitch, Baranauskas (en), Ivanauskas ( 46e Kouznetsov), Mykhaylychenko - Dobrovolski, Borodiouk ( 62e Tatarchouk) | Équipes | Milani - Fischer, Hengartner, Bissig, Tschuppert (nl) - R. Müller, Piffaretti, Wyss ( 46e Fasel (en)), Bickel ( 60e Grossenbacher (en)), Schürmann - Bonvin | Spectateurs : 10 500 Arbitrage : Gérard Biguet | Spectateurs : 10 500 Arbitrage : Gérard Biguet |

|             | Bulgarie | 3 - 1   | Turquie | Stadion Hristo Botev (en) Blagoevgrad, Bulgarie  |                                                  |
| 25 mai 1988 | | (2 - 0) | | Spectateurs : 2 000 Arbitrage : José Veiga Trigo | Spectateurs : 2 000 Arbitrage : José Veiga Trigo |
| 25 mai 1988 | Rapport |         | | Spectateurs : 2 000 Arbitrage : José Veiga Trigo | Spectateurs : 2 000 Arbitrage : José Veiga Trigo |
| 25 mai 1988 | Ananiev (en) - Mladenov (en), Savov, Bezinski (en), Gospodinov - Yanchev (en), Dragolov, Metkov, Aleksandrov, Georgiev ( 62e Todorov) - Mihtarski ( 89e Bontschew (de)) | Équipes | Fatih (de) - Recep, Şenol (de), Gökhan (tr), Mücahit (tr), Gökhan ( 76e Müfit) - Uğur (en), Oğuz, Zeki (en) - Yücel (en) ( 55e Beyhan (de)), Sercan (en) | Spectateurs : 2 000 Arbitrage : José Veiga Trigo | Spectateurs : 2 000 Arbitrage : José Veiga Trigo |